# Caucaia
Caucaia is een gemeente in de Braziliaanse deelstaat Ceará. De gemeente telt 362.223 inwoners (schatting 2017). Het is een voorstad van Fortaleza en tevens de tweede grootste stad van de staat.

## Aangrenzende gemeenten
De gemeente grenst aan Fortaleza, Maracanaú, Maranguape, Pentecoste en São Gonçalo do Amarante.